# Гіренко Андрій Павлович
Андрі́й Па́влович Гіре́нко (1903—1995) — український вчений-агроном, доктор сільськогосподарських наук (1971).

## З життєпису
Протягом 1922—1927 років працював агрономом, в 1927—1929-х — директором Верхньожовтневого цукрового радгоспу (Конотопський район Сумської області).
В 1929—1931 роках очолював Сумську сільськогосподарську дослідну станцію, протягом 1931—1936-х — Синельниківську.
Від 1936 року — у ВНДІ кукурудзи, 1941 року закінчив московську Всесоюзну академію соціалістичного землеробства.
Учасник Другої світової війни. По демобілізації закінчив 1947 року Дніпропетровський сільськогосподарський інститут.
Протягом 1946—1953 років у ВНДІ кукурудзи — заступник директора з наукової роботи, завідувач лабораторії агротехніки кормових культур (з перервами, 1946—1975), у 1974—1982-х роках — старший науковий співробітник-консультант.
Наукові дослідження в царині кормовиробництва; обґрунтував основи сумісного вирощування кукурудзи з бобовими культурами й особливості агротехніки сорго і суданської трави в степовій зоні України.
Відзначений бойовими нагородами.
Серед робіт:
- «Суданська трава», 1956
- «Рекомендації по організації безперебійного забезпечення зеленими кормами загального тваринництва Дніпропетровської області», 1961, співавтор
- «Вирощування кукурудзи з зернобобовими на силос», 1964, співавтор
- «Строки посіву і глибина заробки насіння сої при вирощуванні на корм», 1970, співавтор
- «Особливості біологічної фіксації азоту соєю та ефективність мінеральних добрив у зв'язку з умовами зволоження в Степу України», 1977, співавтор
- «Результати досліджень по збільшенню виробництва та підвищенні якості кормів в Степу України», 1980, співавтор.